# 알렉산드루 브를러데아누
알렉산드루 브를러데아누(루마니아어: Alexandru Bârlădeanu, 1911년 1월 25일~1997년 11월 13일)은 루마니아의 정치인, 경제학자이다. 루마니아 사회주의 공화국 시대 당시 외무부 장관(1948~1954), 국가 계획 위원회 의장(1955~1956), 부총리(1955~1969)를 역임했다. 공산 정권 붕괴 후에는 루마니아 의회의장(1990~1922)을 지냈다.
1967년에는 루마니아 축구 연맹 회장을 맡았다.